# Pegaso 6420
El Pegaso 6420 fou un model d'autobús urbà de tipus autoportant desenvolupat per ENASA el 1985 per tal de substituïr el Pegaso 6038. Fabricat entre els anys 1987 i 1990, presenta la particularitat de ser el primer autobús d'ENASA amb plataforma baixa i transmissió automàtica. Amb un bastidor lleuger, el 6420 equipava un motor de producció pròpia diesel 96T4Ez de 240 cavalls de potència. Poc després de la seua presentació s'introduïria el Pegaso 6424, model amb un motor més potent, però desenvolupat a partir del 6420.

## Història
L'any 1985, ENASA buscava relleu al veterà Pegaso 6038, basat en l'encara més antic Pegaso 6035. Per a això, ENASA basà el desenvolupament del nou model en el MAN SL200, un vehicle alemany pertanyent a l'estandard germà VÖV 1. El nou model, anomenat 6420, equipava un motor atmosfèric Pegaso 96A4AZ d'11.945 centímetres cúbics (cc) i 200 cv. La moderna carrosseria, que substituïa l'antiqüada de MAN SE, fou dissenyada per Obradors i comercialitzada per la pròpia ENASA.
El model fou adoptat per diverses empreses de transport de Barcelona o València, entre d'altres. Així, Transports Metropolitans de Barcelona (TMB), va rebre'n un total de 184 unitats i l'Empresa Municipal de Transports de València (EMT) en rebé 56. A Barcelona, la vida d'aquesta sèrie fou de 1989 a 2005, mentre que a València fou de 1987 a 2002.